# Parlamentní volby v Polsku 2019
Polské parlamentní volby 2019 se uskutečnily v neděli 13. října 2019. Šlo o řádné parlamentní volby, ve kterých se se volilo celé složení polského Sejmu i Senátu. S velkým náskokem v nich opět zvítězila strana Právo a spravedlnost, která obhájila absolutní většinu v Sejmu.

## Kandidáti

### Sjednocená pravice
Sjednocená pravice, kandidátka tvořená dominantní stranou Právo a spravedlnost doplněná o menší strany podobné orientace, Solidární Polsko a Porozumění. Kandiduje s podporou agrární strany Piast a hnutí Svobodní a solidární. Strana právo a spravedlnost obhajuje ústavní většinu v polském parlamentu. 
| Sjednocená pravice | Sjednocená pravice   | Sjednocená pravice |
| Mateusz Morawiecki | Strana               | Ideologie |
| ------------------ | -------------------- | --- |
| Mateusz Morawiecki | Právo a spravedlnost | národní konzervatismus, nacionalismus, ekonomický nacionalismus, sociální konzervatismus, křesťanská demokracie, pravicový populismus, lehký euroskepticismus |
| Mateusz Morawiecki | Porozumienie         | liberální konzervatismus, křesťanská demokracie, sociální konzervatismus, ekonomický liberalismus                                                             |
| Mateusz Morawiecki | Solidarna Polska     | národní konzervatismus, sociální konzervatismus, nacionalismus, ekonomický nacionalismus, pravicový populismus, politický katolicismus, euroskepticismus      |
| Mateusz Morawiecki | Stronnictwo „Piast”  | křesťanská demokracie, agrarismus |
| Mateusz Morawiecki | Wolni i Solidarni    | křesťanská demokracie, konzervatismus, antikomunismus |

### Občanská koalice
Hlavní opoziční formací byla Občanská koalice (polsky Koalicja Obywatelska), kterou vytvořila hlavní opoziční strana, Občanská platforma (Platforma Obywatelska), která se spojila s ekonomicky-liberální stranou Nowoczesna a Stranou zelených (Partia Zieloni). Původní koalice vznikla v roce 2018 pro lokální volby, tvořila ji PO a Nowoczesna. Koalice byla velice úspěšná a vyhrála v přímých volbách starostů ve většině polských velkých měst, včetně hlavního města Varšavy. Pro volby do Evropského parlamentu v roce 2019 se ke koalici přidala i Polská lidová strana (PSL), sociálnědemokratický Svaz demokratické levice (SLD) a strana Zelných. Pro parlamentní volby z koalice odešly PSL a SLD, které založily vlastní koalice s jinými stranami. Původním kandidátem na premiéra a lídrem měl být Grzegorz Schetyna, ten ale odstoupil a nahradila Malgorzata Kidawa-Błońska z Občanské platformy, která má v koalici dominantní postavení.
| Logo-KoalicjaObywatelska-Aug2019 | Logo-KoalicjaObywatelska-Aug2019 | Logo-KoalicjaObywatelska-Aug2019                                                                            |
| Malgorzata Kidawa-Błońska        | Strana                           | Ideologie                                                                                                   |
| -------------------------------- | -------------------------------- | --- |
| Malgorzata Kidawa-Błońska        | Platforma Obywatelska            | liberální konzervatismus, křesťanská demokracie, proevropanismus                                            |
| Malgorzata Kidawa-Błońska        | Nowoczesna                       | liberalismus, klasický liberalismus, ekonomický liberalismus, proevropanismus                               |
| Malgorzata Kidawa-Błońska        | Partia Zieloni                   | zelená politika, sociální progresivismus, alter-globalizace, feminismus, antinacionalismus, proevropanismus |

### Levice
| Włodzimierz Czarzasty | Strana                       | Ideologie |
| --------------------- | ---------------------------- | --- |
| Włodzimierz Czarzasty | Svaz demokratické levice     | sociální demokracie, proevropanismus                                                                                            |
| Włodzimierz Czarzasty | Wiosna                       | sociální demokracie, sociální liberalismus, progresivismus, environmentalismus, feminismus, sekularismus, evropský federalismus |
| Włodzimierz Czarzasty | Lewica Razem                 | sociální demokracie, demokratický socialismus, progresivismus                                                                   |
| Włodzimierz Czarzasty | Polska Partia Socjalistyczna | demokratický socialismus |
| Włodzimierz Czarzasty | Twój Ruch                    | sociální liberalismus, antiklerikalismus, proevropanismus                                                                       |
| Włodzimierz Czarzasty | Komunistyczna Partia Polski  | komunismus, marxismus-leninismus, antiklerikalismus                                                                             |

## Výsledky voleb do Sejmu
Do Sejmu se dostalo celkem 6 politických stran a uskupení. PiS získala 235 mandátů, což představuje většinu.
Jeden mandát získal kandidát nominovaný volební komisí Mniejszość Niemiecka (Německá menšina), která je jakožto komise národnostní menšiny osvobozena od 5% volebního prahu.
|                        | PiS                | KO                                   | Levice                | KP                                 | Konfederace         |
| ---------------------- | ------------------ | ------------------------------------ | --------------------- | ---------------------------------- | ------------------- |
| Volební lídr           | Jarosław Kaczyński | Grzegorz Schetyna                    | Włodzimierz Czarzasty | Władysław Kosiniak-Kamysz          | Janusz Korwin-Mikke |
| Počet hlasů            | 8 051 935          | 5 060 355                            | 2 319 946             | 1 578 523                          | 1 256 953           |
| Podíl                  | 43,59 % ▲          | 27,4 % ▬                             | 12,56 % ▬             | 8,55 % ▬                           | 6,81 % ▲            |
| Počet mandátů          | 235                | 134                                  | 49                    | 30                                 | 11                  |
| Předchozí volby (2015) | 37,58 % (235)      | 24,09 % (138) PO 7,6 (26) Nowoczesna | 7,55 (0) ZL           | 5,13 (16) PSL 8,81 % (42) Kukiz’15 | 4,76 (0) KORWiN     |

- Počet hlasů
- Počet křesel